# Zachary Cope
Sir Vincent Zachary Cope MD MS FRCS (14 de febrer de 1881 - 28 de desembre de 1974) va ser un metge, cirurgià, autor, historiador i poeta anglès potser més conegut per autor del llibre Cope's Early Diagnosis of the Acute Abdomen des de 1921 fins a 1971. El treball continua sent un text respectat i estàndard de cirurgia general, i els editors continuen publicant noves edicions molt després de la seva mort, la més recent és la 22a edició, publicada el 2010 Cope també va escriure àmpliament sobre la història de la medicina i dels dispensaris públics.

## Primers anys de vida
Cope era el més jove de deu fills d'un ministre, Thomas John Cope i la seva dona Celia Anne Crowle. Va ser cap de l'escola de la ciutat de Westminster, on va rebre una medalla d'or el 1899 i després una beca per anar a la St Mary's Hospital Medical School. Va aprovar la cirurgia i la medicina forense amb distinció el 1905 i es va convertir en metge de casa de David Lees, autor de The Abdominal Inflammations. Lees va influir en Cope en el seu interès de tota la vida, l'abdomen agut.

## Carrera quirúrgica
El 1906, Cope va començar a treballar a l'Hospital Bolingbroke abans d'unir-se al Royal Army Medical Corps el 1914. El 1916 va anar a Bagdad, Mesopotàmia. Va ser aquí on va escriure el seu primer llibre Aspectes quirúrgics de la disenteria publicat el 1921. Cope es considerava una "autoritat eminent" en els trastorns abdominals aguts. Influenciat per Augustus D Waller i Almroth Wright, va publicar molts llibres, incloent-hi el Diagnòstic precoç de l'abdomen agut de Cope també el 1921.
Es cita a Cope que va dir que "el bon cirurgià ha de sentir els seus pacients, però mai deixar que aquesta simpatia pertorbi el seu judici o el seu tractament".
Ha quedat registrat que Cope era un home petit que estava dret sobre un tamboret, anomenat "el tamboret de Cope" quan treballava.

## Ministre de Sanitat
Implicat en l'estudi de les instal·lacions hospitalàries, els nivells de personal mèdic i la formació auxiliar, Cope va ser actiu en la presidència de comitès del Ministeri de Salut i en l'edició dels seus informes entre 1949 i 1952. Va rebre el títol de cavaller pel treball que va realitzar sobre medicina i cirurgia a la història mèdica oficial de la Segona Guerra Mundial.

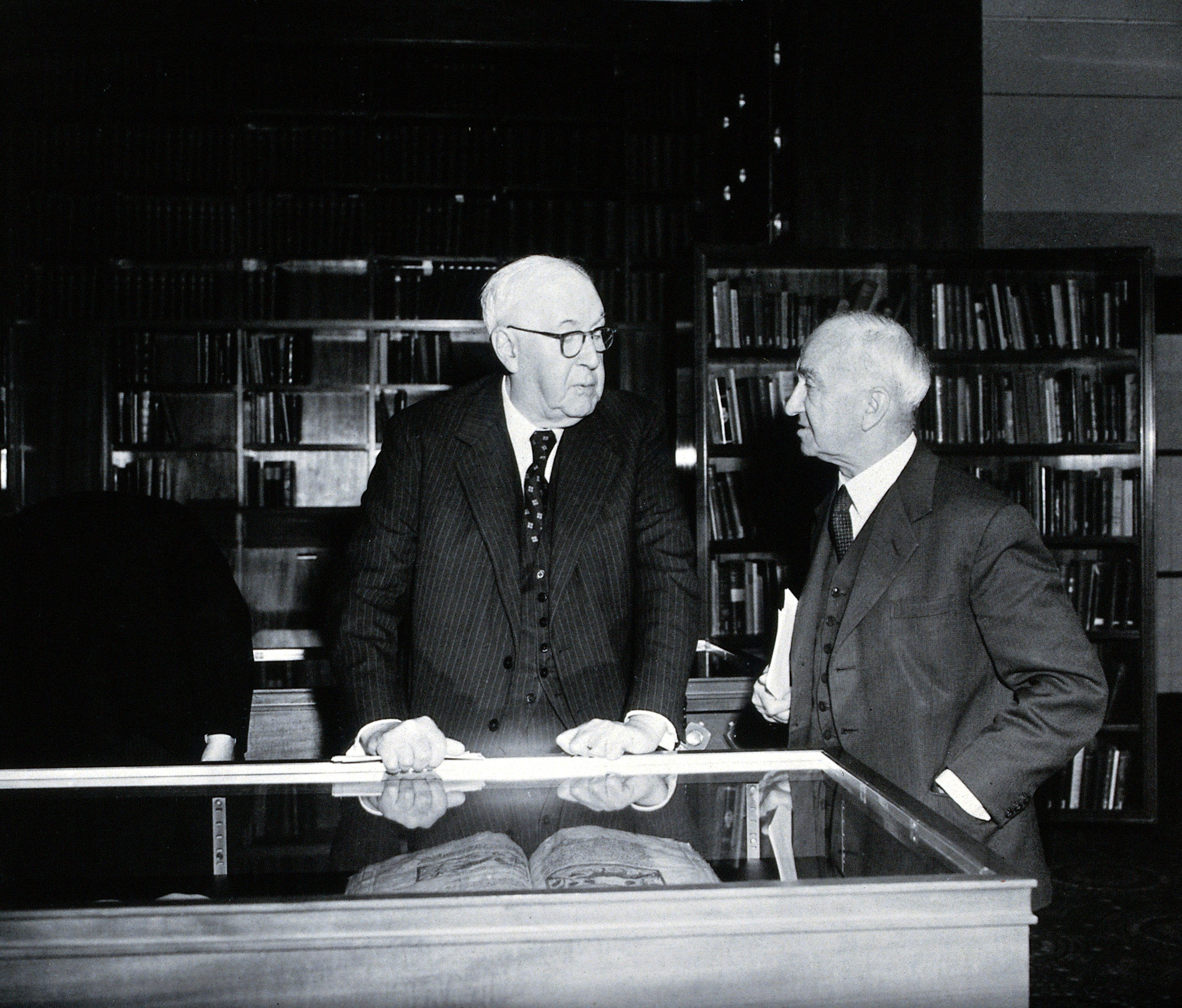
Sir Henry Hallett Dale i Sir Zachary Cope, 1962.

## Obres notables
1921 - Early Diagnosis of the Acute Abdomen
1939 - Pioneers in Acute Abdominal Surgery - Oxford
1947 - The Diagnosis of the Acute Abdomen in Rhyme (under the pseudonym Zeta)
1954 - The History of St Mary's Hospital Medical School, Paddington
1957 - Sidelights on the History of Medicine
1959 - El Royal College of Surgeons d'Anglaterra, una història
1961 - Some Famous General practitioners and other Medical Historical Essays.
1965 - A History of the Acute Abdomen
Entre els 75 anys i 85 anys, Cope va escriure set biografies, incloent William Cheselden, Florence Nightingale, Almroth Wright i Sir John Tomes.

## Vida personal

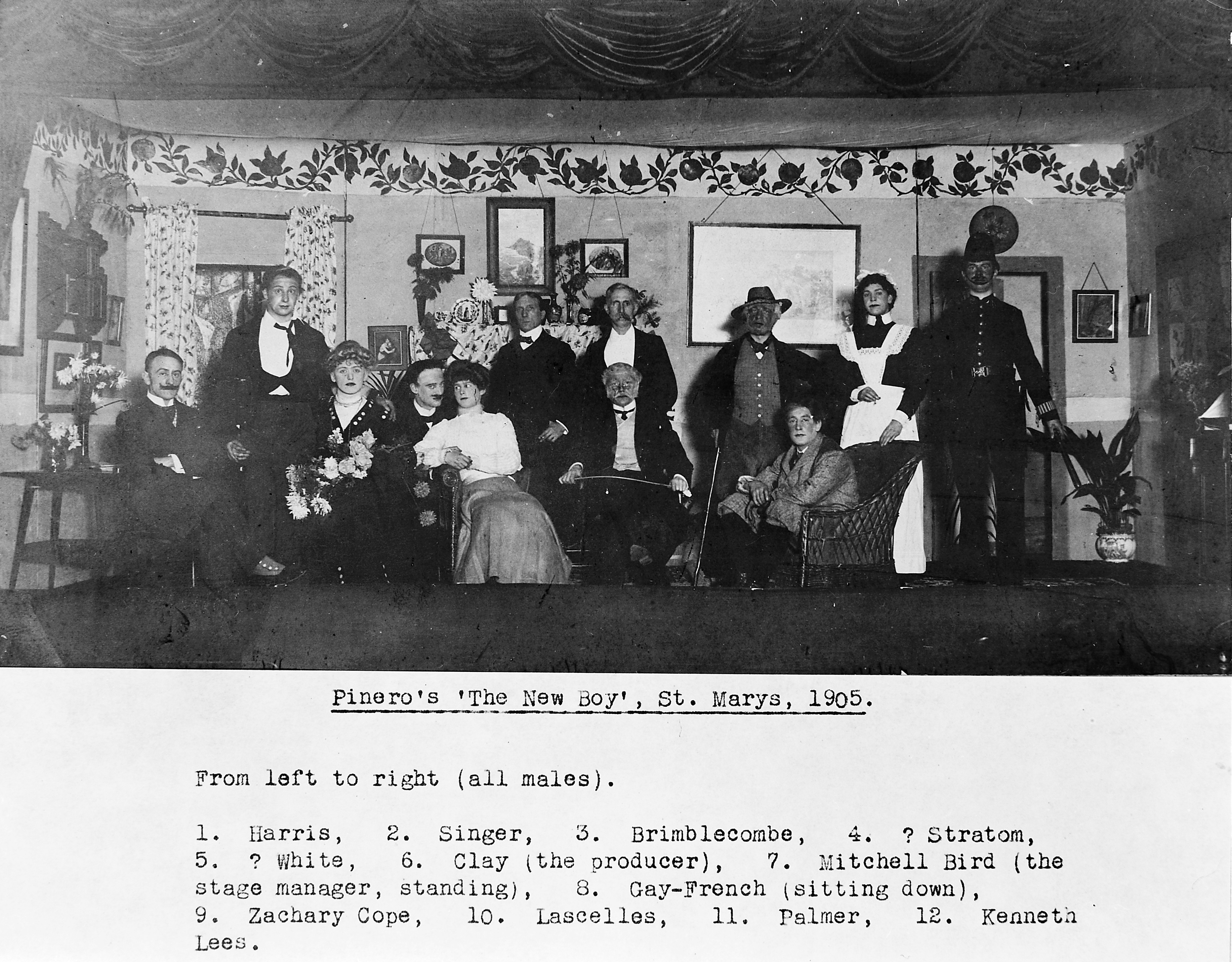
El repartiment d'una obra de teatre produïda a l'Hospital de Santa Maria l'any 1905

Descrit com "modest i amable", Cope també era "devot a la seva família i estimat pels seus amics". Va sobreviure a dues dones, la primera, Dora Newth, morint molt jove. Es va casar amb Alice Mary Watts el 1923 i va tenir una filla.
Cope va viure prop de Hampstead Heath fins a la mort d'Alice el 1944, després de la qual cosa es va traslladar a Chiltern Court, Baker Street. Ès recordat per haver passat molt de temps a la biblioteca de la RSM després de la jubilació. Entre 1950 i 1952, va ser president de l' Osler Club de Londres.

## Llegat
St Mary's Hospital de Londres té una sala que porta el nom de Cope. Va idear el signe de l'obturador.
El Royal College of Surgeons ret homenatge a Cope amb la Zachary Cope Memorial Lecture en malaltia quirúrgica abdominal.